# Гент—Вевелгем 2025.
Гент—Вевелгем 2025. било је 87. издање једнодневне бициклистичке трке Гент—Вевелгема, која је одржана 30. марта у Белгији, као 12 трка у оквиру UCI ворлд тура 2025.
Укупна дужине износила је 250.3 km, старт је био у Ипру, а циљ у Вевелгему, вожено је девет калдрмисаних сектора, од којих је Кемелеберг у Белведереу вожен двапут, као четврти и шести сектор и имао је максимални нагиб од 22%, а последњи Кемелеберг у Осеару је имао максимални нагиб од 21,1%. Последњих 34 km вожено по равном.
Бранилац титуле је био Мадс Педерсен, док су поред Педерсена највећи фаворити били Јаспер Филипсен, Тим Мерлије, Џонатан Милан, Бинијам Грмај и Мајкл Метјуз.
На око 80 km до циља Педерсен је напао, што су пратили Филипсен, Олав Кој и Арјен Ливинс, али се Филипсену пробушила гума а Кој је пао. Педерсен и Ливинс су достигли бјегунце, након чега је Педерсен напао на 60 km до циља, што нико није пратио. До краја је повећавао предност и побиједио је 49 секунди испред главне групе, коју је одспринтао Мерлије, док је на трећем мјесту завршио Милан.

## Тимови
На трци је учествовало 25 тимова, са по седам возача. Свих 18 ворлд тур тимова имало је аутоматску позивницу и били су обавезни да учествују пошто је трка била у ворлд туру прије 2017. године, док су два најбоља про тур тима за претходну сезону такође имали аутоматску позивницу за све ворлд тур трке и трећи за све једнодневне ворлд тур трке, али нису били обавезни да учествују. Лото, Израел—премијер тех и Уно—Х мобилити су били најбољи про тур тимови на крају сезоне 2024. и одлучили су да учествују, док су специјалне позивнице добили Ку 36.5 про сајклинг, Тотал енержис, Тудор про сајклинг и Фландерс—балојсе.
UCI ворлд тур тимови:
| - Алпесин—декунинк - Аркеа—бб хотелс - Бахреин—викторијус - Визма—лејз а бајк - Групама—ФДЈ - Декатлон АГ2Р ла мондијал - ЕФ едукејшон—изипост - Инеос гренадирс - Интермарше—ванти | - Кофидис - Лидл—трек - Мовистар - Пикник постнл - Ред бул—Бора–ханзго - Судал—Квик-степ - УАЕ тим емирејтс ХРГ - ХДС Астана - Џејко—алула |

UCI про тур тимови:
| - Ку 36.5 про сајклинг - Израел—премијер тех - Лото - Тотал енержис | - Тудор про сајклинг - Уно—Х мобилити - Фландерс—балојсе |

## Новчане награде и бодови

### Новчане награде
Укупан новчани фонд је износио 40.000 евра и додјељивао се за првих 20 возача. Побједник је добио 16.000 евра, другопласирани 8.000, а трећепласирани 4.000 евра. Возачи од 10 до 20 мјеста добијали су по 400 евра.
| Поз.  | 1.     | 2.    | 3.    | 4.    | 5     | 6—7.  | 8—9. | 10—20. |
| Износ | 16.000 | 8.000 | 4.000 | 2.000 | 1.600 | 1.200 | 800  | 400    |

### Бодови
Бодове у UCI свјетском рангирању добили су првих 60 возача. Побједник трке је добио 500, другопласирани 400, трећепласирани 325, четвртопласирани 275, а петопласирани 225.
| Поз. | 1.  | 2.  | 3.  | 4.  | 5   | 6.  | 7.  | 8.  | 9.  | 10. | 11. | 12. | 13. | 14. | 15. | 16.-20. | 21.-30. | 31.-50. | 51.-55. | 56.-60. |
| Бод. | 500 | 400 | 325 | 275 | 225 | 175 | 150 | 125 | 100 | 85  | 70  | 60  | 50  | 40  | 35  | 30      | 20      | 10      | 5       | 3       |

## Резултати
Трку је стартовало 175 возача, а завршило је 95.
| Позиција | Возач                    | Тим                 | Вријеме    |
| -------- | ------------------------ | ------------------- | ---------- |
| 1.       | Мадс Педерсен (ДАН)      | Лидл—трек           | 5ч 30' 21" |
| 2.       | Тим Мерлије (БЕЛ)        | Судал—Квик-степ     | + 49"      |
| 3.       | Џонатан Милан (ИТА)      | Лидл—трек           | + 49"      |
| 4.       | Александер Кристоф (НОР) | Уно—Х мобилити      | + 49"      |
| 5.       | Иго Офстетер (ФРА)       | Израел—премијер тех | + 49"      |
| 6.       | Давиде Балерини (ИТА)    | ХДС Астана          | + 49"      |
| 7.       | Бинијам Грмај (ЕРИ)      | Интермарше—ванти    | + 49"      |
| 8.       | Јено Беркмес (БЕЛ)       | Лото                | + 49"      |
| 9.       | Јорди Меус (БЕЛ)         | Ред бул—Бора–ханзго | + 49"      |
| 10.      | Лауренц Рекс (БЕЛ)       | Интермарше—ванти    | + 49"      |